# Petrophile fastigiata
Petrophile fastigiata är en tvåhjärtbladig växtart som beskrevs av Robert Brown. Petrophile fastigiata ingår i släktet Petrophile och familjen Proteaceae. Inga underarter finns listade i Catalogue of Life.